# Aluvión de la Quebrada de Macul

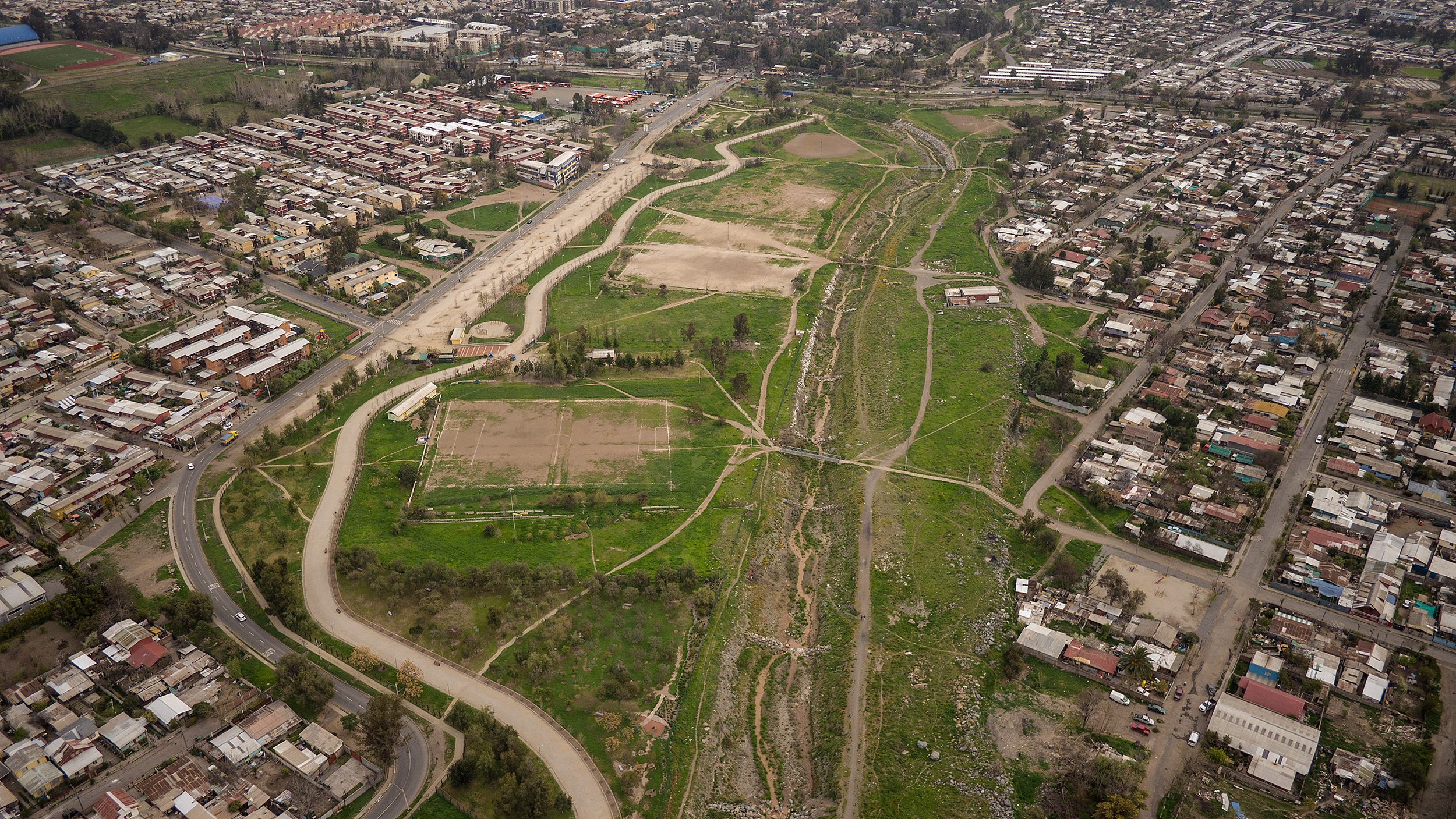
La quebrada de Macul y el parque del mismo nombre, construido en la zona de exclusión de construcción.

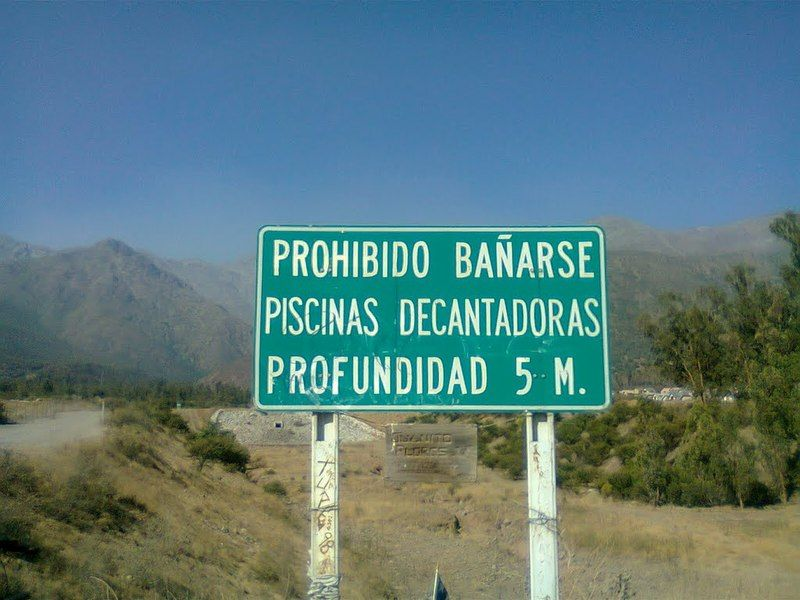
Letrero que prohíbe bañarse en las piscinas decantadoras de la quebrada, hechas después del aluvión de 1993.

El corrimiento de tierra de la Quebrada de Macul, llamado también erróneamente aluvión de la Quebrada de Macul, fue un hecho ocurrido el 3 de mayo de 1993 a las 10:33 (UTC-4 hora local) en una quebrada precordillerana ubicada en las comunas de Peñalolén y La Florida en la ciudad de Santiago de Chile. Este aluvión dejó a veintiséis personas fallecidas y ocho desaparecidas, además dejó a otras 32 646 personas damnificadas.

## Causas
Durante mayo de 1993, fuertes temporales afectaron las regiones entre Coquimbo y el Maule.
- Las precipitaciones en altura, con temperaturas mayores a los de 15 °C, derritieron la nieve provocando un desprendimiento de detritos (aluvión).
- La urbanización en altura que provocó desforestación, compactación e impermeabilización del suelo, etc.
- La alta pendiente de la quebrada de Macul favoreció la caída de sedimentos.[1]
- Canales sucios y cauces naturales para el escurrimiento de aguas lluvias utilizados para otros efectos.

## Desastre
El aluvión siguió el cauce de la quebrada, destruyendo todo asentamiento alrededor del cauce de ella. Provocó el desborde de los canales San Carlos y Las Perdices, además del Zanjón de la Aguada. Inundó las poblaciones aledañas.

## Consecuencias
La catástrofe dejó un saldo de 26 muertos, 85 heridos y 8 desaparecidos. Materialmente damnificó a 32 654 personas, siendo 3486 albergadas. Las viviendas destruidas del sector fueron 307 y otras 5610 fueron dañadas.
Para evitar la ocurrencia de un hecho similar se creó una zona de exclusión para la construcción en un radio cercano a la quebrada y su cauce. En noviembre de 1994 fueron construidas 7 piscinas decantadoras en el comienzo de la quebrada, las que son mantenidas y monitoreadas en épocas de intensas lluvias por el Ministerio de Obras Públicas.